# Patrik Bacsa
Patrik Bacsa (Miskolc, 3 giugno 1992) è un calciatore ungherese, attaccante del BVSC Budapest.

## Carriera

### Club
È cresciuto nel vivaio del Diósgyőr, squadra della sua città Miskolc, debuttando in prima squadra nel 2009.

### Nazionale
Ha esordito in Nazionale Under-21 nel 2013.